# 38 Dywizja Strzelecka (ZSRR)
38 Dywizja Strzelecka (ros. 38-я стрелковая дивизия) – związek taktyczny piechoty Armii Czerwonej.
Dywizja Strzelców – sformowana w Zachodnim Specjalnym Wojennym Okręgu w czerwcu 1939 została wysłana do Syberyjskiego Wojennego Okręgu, gdzie brała udział w walkach z Japończykami. W tym czasie została przeformowaną na dywizje Strzelców Zmotoryzowanych walcząc w czasie wojny zimowej z Finlandią. Wróciła do Zachodniego Specjalnego Wojennego Okręgu w kwietniu 1940 i w nim pozostała do wybuchu wojny.
W czerwcu 1941 roku pod dow. płk M.G. Kiryłowa w składzie 19 Armii Odwodowej.

## Struktura organizacyjna
- 29 Pułk Strzelecki
- 48 Pułk Strzelecki
- 343 Pułk Strzelecki
- 214 Pułk Artylerii
- (-) Pułk Artylerii,
- batalion przeciwpancerny,
- batalion artylerii przeciwlotniczej,
- batalion zwiadu,
- batalion saperów
- inne służby.

Na przełomie 1942 i 1943 roku w składzie 64 Armia (ZSRR) pod Stalingradem.